# Najdraža Rijeko
Najdraža Rijeko (Käraste Rijeka) är en kroatiskspråkig sång av Damir Badurina. Den 28 januari 1999 utsåg Rijekas stadsfullmäktige sången till staden Rijekas officiella stadssång och hymn. Den framförs därefter i officiella sammanhang.

## Historik
Sången Najdraža Rijeko tillkom av en slump när den lokale musikern Damir Badurina spelade in en kampsång åt Zamets handbollsklubb i Rijeka. I samband men inspelningen erbjöds Badurina att spela in ytterligare en sång och valet föll på Najdraža Rijeko som han hade komponerat i slutet av år 1987. Låten framfördes därefter i olika sammanhang och blev snabbt populär. År 1999 utsågs den till stadens Rijekas officiella stadssång. 

## Text

### Kroatiska
Iz tvoje sam kolijevke, Rijeko, otplovio negdje daleko.
Al' uvijek si bio i ostao, Grade, čežnja u srcu mom, ja sam u tvojoj, ti u mojoj duši, Rijeko, jer moj si dom.
Najdraža Rijeko, otvori njedra, vraćam se tebi, primi mi jedra.
Voljeni Grade, otvori vrata, da pogledam Kvarner sa vrha Trsata.
Najdraža Rijeko, pružam ti ruku, spustit ću sidro u tvoju luku.
Voljeni Grade, za tebe dišem, najljepšu pjesmu srcem ti pišem.
Mladost je htjela daljine, luke bez tvoje topline.
Al' uvijek si bio i ostao, Grade, čežnja u srcu mom, ja sam u tvojoj, ti u mojoj duši, Rijeko, jer moj si dom.
Najdraža Rijeko, pružam ti ruku, spustit ću sidro u tvoju luku.
Voljeni Grade, za tebe dišem, najljepšu pjesmu srcem ti pišem.
Rijeko, dome moj.

### Svenska (fri översättning)
Från din vagga, Rijeka, har jag stävat iväg någonstans långt borta.
Men du har alltid varit och så förblir, min Stad, en längtan i mitt hjärta, jag är i din, och du i min själ, å Rijeka, för du är mitt hem.
Käraste Rijeka, öppna din barm, jag återvänder till dig, ta emot mina segel.
Älskade stad, öppna din dörr, så att jag kan se Kvarner från toppen av Trsat.
Ungdomen ville ha distans, en hamn utan din värme.
Men du har alltid varit och så förblir, min Stad, en längtan i mitt hjärta, jag är i din, och du i min själ, å Rijeka, för du är mitt hem.
Käraste Rijeka, jag räcker dig min hand, jag ska kasta ankar i din hamn.
Älskade stad, jag andas för dig, den vackraste sången med mitt hjärta jag skriver till dig.
Rijeka, mitt hem.